# أبوستولوس سكوندراس
أبوستولوس سكوندراس هو لاعب كرة قدم يوناني في مركز الوسط، ولد في 29 ديسمبر 1988 في أثينا في اليونان. لعب مع باس جيانينا ونادي أتروميتوس ونادي لاريسا.